# Joakim Nordström
Joakim Nordström (ur. 25 lutego 1992 w Tyresö) – szwedzki hokeista, reprezentant Szwecji, olimpijczyk.
Jego bracia Jimmy (ur. 1990) i Dennis (ur. 1994) także zostali hokeistami.

## Kariera
- AIK J18 (2008-2010)
- AIK J20 (2009-2011)
- AIK (2010-2013)
- Rockford IceHogs (2013)
- Chicago Blackhawks (2013-2015)
- Carolina Hurricanes (2015-2018)
  -  Charlotte Checkers (2015/2016)
- Boston Bruins (2018-2020)
- Calgary Flames (2020-2021)
- CSKA Moskwa (2021-)

Wychowanek klubu Hanvikens SK. Wieloletni zawodnik AIK. W drafcie NHL z 2010 został wybrany przez Chicago Blackhawks. Od maja 2012 formalnie zawodnik tego klubu. W jego barwach w lidze NHL gra od 2013. W rozgrywkach zadebiutował 1 października 2013. We wrześniu 2015 przeszedł do Carolina Hurricanes. Od lipca 2018 zawodnik Boston Bruins. W październiku 2020 przeszedł do Calgary Flames. W czerwcu 2021 został zawodnikiem CSKA Moskwa, gdzie w lutym 2022 przedłużył umowę o rok.
Uczestniczył w turniejach mistrzostw świata edycji 2017, 2022, zimowych igrzysk olimpijskich 2022.

## Sukcesy
Reprezentacyjne
- Srebrny medal mistrzostw świata juniorów do lat 18: 2010
- Złoty medal mistrzostw świata juniorów do lat 20: 2012
- Złoty medal mistrzostw świata: 2017

Klubowe
- Clarence S. Campbell Bowl: 2015 z Chicago Blackhawks
- Puchar Stanleya: 2013 z Chicago Blackhawks
- Puchar Gagarina – mistrzostwo KHL: 2022 z CSKA Moskwa
- Złoty medal mistrzostw Rosji: 2020, 2022 z CSKA Moskwa